# الضعفاء و المتروکین

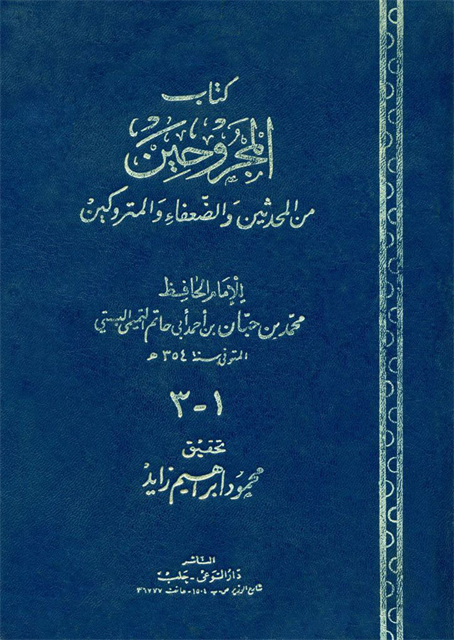
کتاب الضعفاء و المتروکین

الضعفاء و المتروکین نام کتابی است نوشته ابوعبدالرحمن احمد بن شعیب النسائی که در آن به ذکر نام آن دسته از راویان احادیث پرداخته شده که از نظر علم رجال ضعیف یا متروک هستند.
اسامی در این کتاب بر اساس حروف الفبا تنظیم گردیده و در پایان نام کسانی که کنیه آنان معروف است درج شده است.